# Гайка

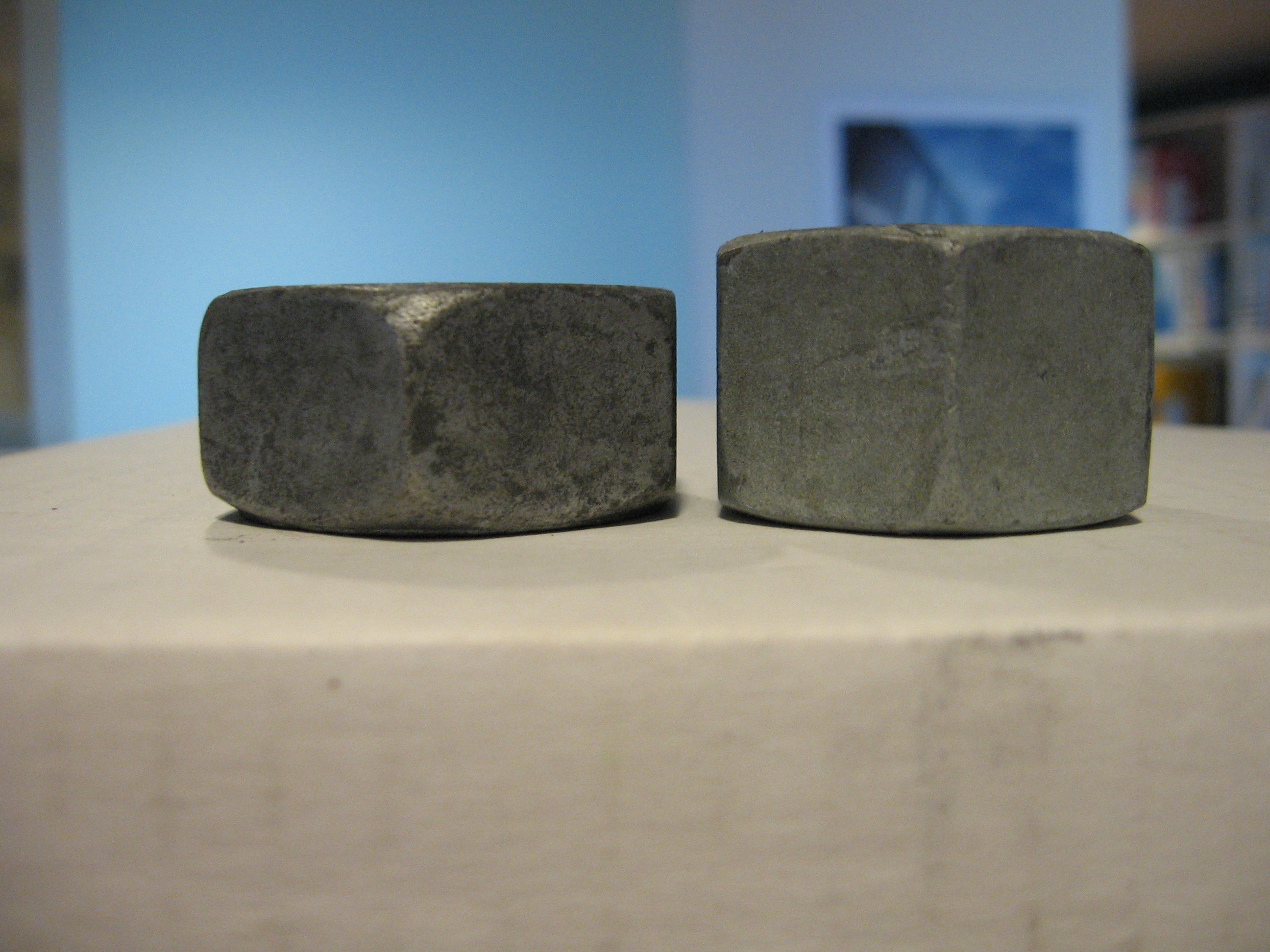
Гайки за ГОСТ 22354-77 (DIN 6915): нормальна (зліва) і висока (справа)

Га́йка, розм. му́тра, діал. шру́бка — кріпильний виріб з нарізевим отвором і конструктивним елементом для прикладення крутного моменту. Застосовується в болтових і шпилькових з'єднаннях, часто у поєднанні з шайбою.
Для закручування більшості типів гайок застосовують гайкові ключі.

## Етимологія
Слово гайка запозичене з російської мови, де є похідним від дієслова гаить («зачиняти», «замикати», «лагодити»), спорідненого з українським «гаяти». Слово мутра походить через посередництво пол. mutra від нім. Mutter.

## Класифікація
За висотою буває гайка низька, нормальна, висока і особливо висока.
За конструкцією елемента для прикладення крутного моменту:
- шестигранна (з нормальним і зменшеним розміром під ключ, прорізна і корончаста);
- кругла (зі шліцами на боковій поверхні, зі шліцами на торці, з рифленістю на боковій поверхні);
- квадратна;
- гайка-баранець (для закручування вручну);
- ковпачкова (з глухим нарізевим отвором, використовується як декоративний кріпильний елемент);

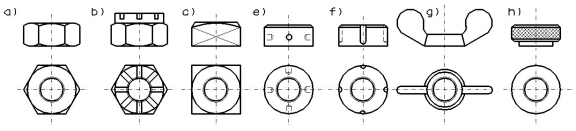
Основні види гайок: a) шестигранна;
b) корончаста; c) квадратна; e) кругла з отворами на боковій поверхні; f) кругла з шліцами; g) гайка-баранець; h) кругла з рифленістю

Залежно від точності виготовлення шестигранні гайки бувають нормальної і підвищеної точності.

## Матеріали для виготовлення гайок
Для виготовлення кріпильних нарізевих деталей використовують сталі: вуглецеві звичайної якості, якісні конструкційні та леговані конструкційні. Механічні властивості сталевих кріпильних деталей нормуються за ГОСТ 1759.4-87, згідно з яким гайки поділяють на 7 класів міцності:4; 5; 6; 8; 10; 12; 14.
Клас міцності гайок позначається одним числом. Якщо це число помножити на 100, то матимемо напруження σF, МПа, від навантаження випробувань. Наприклад, для гайки нижчого класу міцності 4 маємо σF = 4 • 100 = 400 МПа (сталі марок СтЗ, СтЗкп), а для гайки вищого класу міцності 14 — σF = 14 • 100 = 1400 МПа (леговані сталі 35ХГСА, 40ХНМА).
Рекомендації для вибору матеріалу гайок наведено у таблиці
| Клас міцності гайок | Напруження від навантаження випробування, МПа | Марка сталі |
| ------------------- | --------------------------------------------- | ----------- |
| 4                   | 400                                           | Ст3         |
| 5                   | 500                                           | 10          |
| 6                   | 800                                           | 20;35;45    |
| 10                  | 1000                                          | 35Х; 38ХА   |

## Основні параметри гайки
Основними параметрами, за якими вибираються гайки є:
- величина діаметра внутрішнього отвору;
- крок нарізі;
- висота;
- марка сталі (наприклад А2 — нержавіюча сталь);
- тип покриття (наприклад Zn — оцинкована);
- клас міцності;
- розмір під ключ.

Найуживаніші співвідношення діаметра нарізі гайки і розміру під ключ наведено у таблиці
| Ø d Діаметр нарізі | M3  | M4 | M5 | M6 | M7    | M8 | M10   | M12   | M14   | M16   |
| ------------------ | --- | -- | -- | -- | ----- | -- | ----- | ----- | ----- | ----- |
| Розмір під ключ    | 5.5 | 7  | 8  | 10 | 11/12 | 13 | 15/17 | 17/19 | 19/22 | 21/24 |

Вибір матеріалів кріпильних деталей пов'язаний з особливостями умов роботи з'єднань, вимогами до габаритів та маси з'єднання. Під час вибору матеріалу гайки рекомендують брати до уваги таку вказівку: напруження від навантаження випробування повинно відповідати мінімальній границі міцності матеріалу болта, з яким комплектується гайка.
Умовне позначення гайки, наприклад, із номінальним діаметром нарізі d = 12 мм, малим кроком р = 1,25 мм та класом міцності 8 записують: Гайка М12 x 1,25.8 ГОСТ 5927 — 70.
Приклад умовного позначення гайки шестигранної, із номінальним діаметром нарізі М12, класом міцності 5 записують: Гайка шестигранна ДСТУ ISO 4034 — М12 — 5.

## Нормативні документи
Нижче наведено не повний перелік чинних нормативних документів:
- ДСТУ ISO 2320:2006 Гайки шестигранні сталеві самостопорні. Механічні та експлуатаційні властивості (ISO 2320:1997, IDT)
- ДСТУ ISO 4032-2002 Гайки шестигранні, тип 1 класи точності А і В. Технічні умови (ISO 4032:1999, IDT)
- ДСТУ ISO 4034:2003 Гайки шестигранні. Клас точності С. Технічні умови (ISO 4034:1999, IDT)
- ДСТУ ISO 4035:2006 Гайки шестигранні низькі (з фаскою). Класи точності А і В (ISO 4035:1999, IDT)
- ДСТУ ISO 4161:2007 Гайки шестигранні зі скошеним буртом. Нарізь з великим кроком. Технічні умови (ISO 4161:1999, IDT).
- ДСТУ ISO 4775:2007 Гайки шестигранні зі збільшеним розміром «під ключ» для високоміцних конструкційних болтових з'єднань. Клас точності В. Клас міцності 8 і 10. Технічні умови (ISO 4775:1984, IDT).
- ДСТУ ISO 7719:2009 Гайки суцільнометалеві шестигранні самостопорні типу 1. Класи міцності 5, 8 і 10. Технічні вимоги (ISO 7719:1997, IDT).
- ДСТУ ISO 8673:2007 Гайки шестигранні, тип 1 з метричною наріззю дрібним кроком. Класи точності А і В. Технічні вимоги (ISO 8673:1999, IDT).
- ДСТУ ISO 8674:2007 Гайки шестигранні, тип 2 з метричною наріззю з дрібним кроком. Класи точності А і В. Технічні умови (ISO 8674:1999, IDT).
- ДСТУ ISO 8675:2007 Гайки шестигранні низькі (з фаскою) з метричною наріззю з дрібним кроком. Класи точності А і В. Технічні умови (ISO 8675:1999, IDT).
- ДСТУ ISO 10663:2007 Гайки шестигранні зі скошеним буртом. Нарізь з дрібним кроком. Технічні умови (ISO 10663:1999).
- ДСТУ ГОСТ 5915:2008 Гайки шестигранные класса точности В. Конструкция и размеры (ГОСТ 5915-70, IDT).
- ДСТУ ГОСТ 11532:2017 Гайки для болтів рейкових стиків. Технічні умови (ГОСТ 11532–2014, IDT).
- ДСТУ ГОСТ 16018:2017 Гайки для клемових та закладних болтів рейкових скріплень залізничної колії. Технічні умови (ГОСТ 16018–2014).
- ГОСТ 10605-94 (ИСО 4032-86) Гайки шестигранные с диаметром резьбы свыше 48 мм класса точности В. Технические условия
- ГОСТ 10657-80 Гайки круглые со шлицем на торце.
- ГОСТ 11871-88 Гайки круглые шлицевые. Технические условия

Нижче наведено не повний перелік нормативних документів які втратили чинність:
- ДСТУ ГОСТ 5916:2008 Гайки шестигранные низкие класса точности В. Конструкция и размеры (ГОСТ 5916-70, IDT)
- ДСТУ ГОСТ 5918:2008 Гайки шестигранные прорезные и корончатые (нормальной точности). Конструкция и размеры (ГОСТ 5918-73, IDT)
- ДСТУ ГОСТ 5919:2008 Гайки шестигранные прорезные и корончатые низкие (нормальной точности). Конструкция и размеры (ГОСТ 5919-73, IDT)
- ДСТУ ГОСТ 5927:2008 Гайки шестигранные класса точности А. Конструкция и размеры (ГОСТ 5927-70, IDT)
- ДСТУ ГОСТ 5929:2008 Гайки шестигранные низкие класса точности А. Конструкция и размеры (ГОСТ 5929-70, IDT)
- ДСТУ ГОСТ 5931:2008 Гайки шестигранные особо высокие класса точности А. Конструкция и размеры (ГОСТ 5931-70, IDT)
- ДСТУ ГОСТ 5932:2008 Гайки шестигранные прорезные и корончатые (повышенной точности). Конструкция и размеры (ГОСТ 5932-73, IDT)
- ДСТУ ГОСТ 5933:2008 Гайки шестигранные прорезные и корончатые низкие (повышенной точности). Конструкция и размеры (ГОСТ 5933-73, IDT)
- ДСТУ ГОСТ 5935:2008 Гайки шестигранные прорезные низкие с уменьшенным размером «под ключ» (повышенной точности). Конструкция и размеры (ГОСТ 5935-73, IDT)
- ДСТУ ГОСТ 19532:2008 Устройства уплотнительные ввертных соединений с резиновыми кольцами круглого сечения. Гайки. Конструкция и размеры (ГОСТ 19532-74, IDT)
- ГОСТ 10607-94 (ИСО 4035-86) Гайки шестигранные низкие (с фаской) с диаметром резьбы свыше 48 мм класса точности В. Технические условия.